# Sana Ibrahim
Sana Ibrahim (arabisch سناء إبراهيم, DMG Sanāʾ Ibrāhīm; * 15. Januar 2003 in Kairo) ist eine ägyptische Squashspielerin.

## Karriere
Sana Ibrahim spielte 2018 erstmals und seit 2019 regelmäßig auf der PSA World Tour und gewann auf dieser bislang zwei Titel. Ihre beste Platzierung in der Weltrangliste erreichte sie mit Rang 15 am 3. Februar 2025. Sie wurde 2019 mit der ägyptischen Juniorinnen-Mannschaft Weltmeisterin und erreichte im Einzelwettkampf das Achtelfinale. Im selben Jahr erhielt sie eine Wildcard für die Weltmeisterschaft bei den Erwachsenen, bei der sie in der ersten Runde gegen die topgesetzte Raneem El Weleily ausschied. Im Februar 2020 gewann sie ihren ersten World-Tour-Titel und wiederholte diesen Erfolg im April 2021. Bei der Weltmeisterschaft 2021 schied sie ebenso erneut in der ersten Runde aus wie auch bei der Weltmeisterschaft 2022.

## Erfolge
- Gewonnene PSA-Titel: 2